# Лерер Йосиф Гедалевич
Йо́сиф Геда́левич Лере́р (18 березня 1880, Кам'янець-Подільський — 9 червня 1941, Львів) — український та польський диригент і композитор.

## Біографічні відомості
Навчався у Львівській консерваторії (у Мечислава Солтиса).
У 1911–1941 роках (із перервою) — концертмейстер і диригент оперет і опер у Львівському міському театрі, від 1933 року — диригент філармонії. Викладав у Львівській консерваторії імені Кароля Шимановського.